# St.-Anna-Kapelle (Horní Údolí)
Die St.-Anna-Kapelle (tschechisch: kaple svaté Anny) ist eine restaurierte Kapelle in Horní Údolí (Obergrund), das zur mährischen Gemeinde Zlaté Hory (deutsch Zuckmantel) gehört.

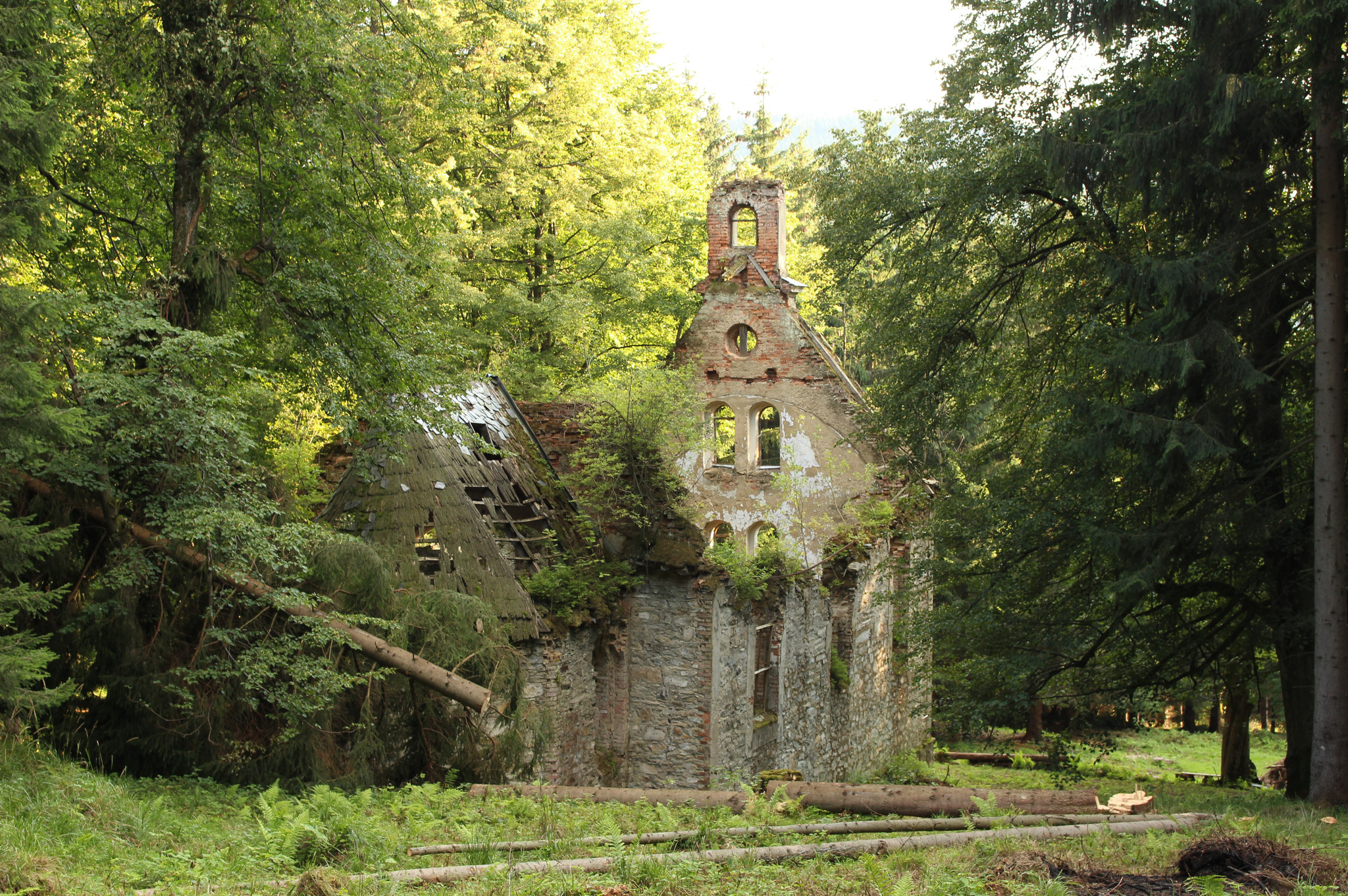
Ruine der Kapelle

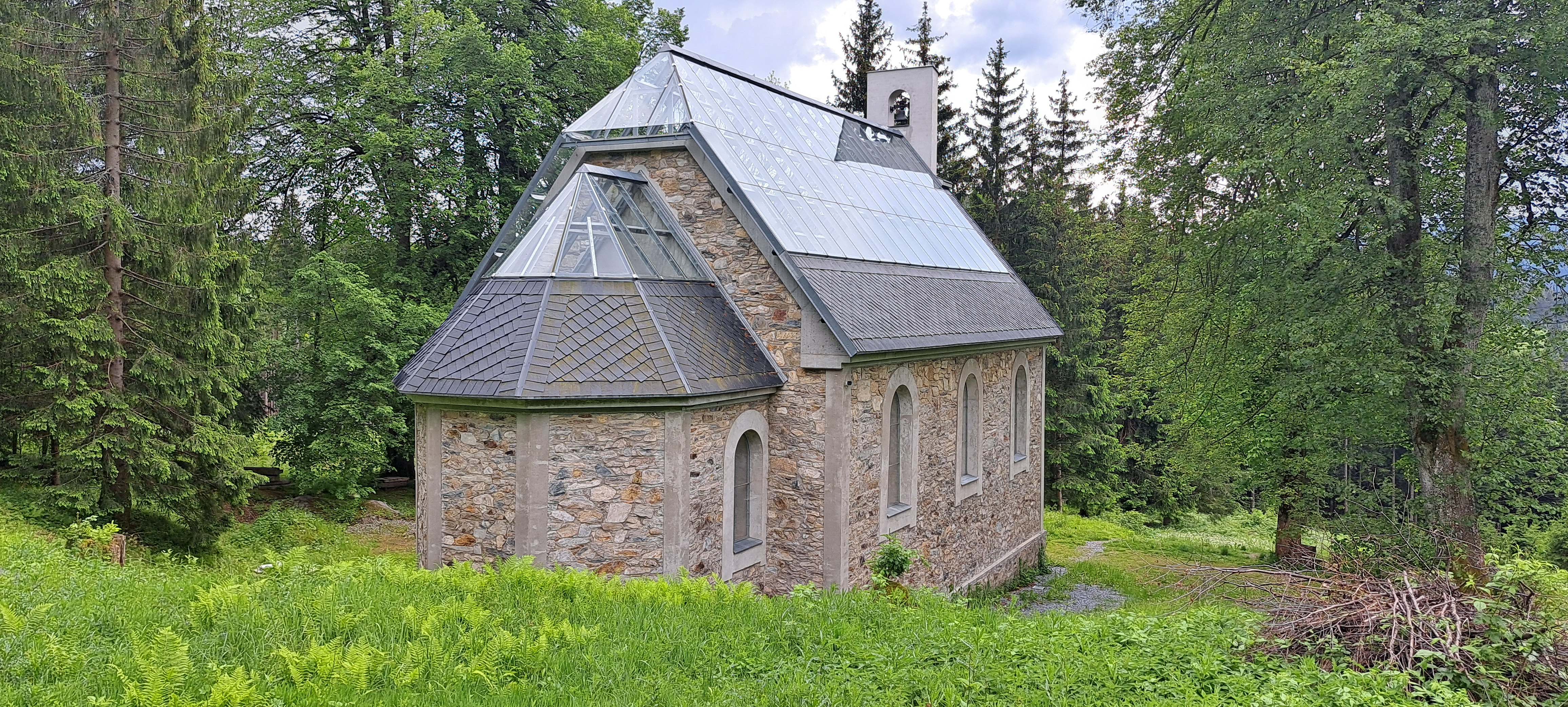
Sanierte Kapelle heute

Die Kapelle wurde 1820 errichtet und war eine Station auf dem Weg in die etwa sechs Kilometer entfernte Wallfahrtskirche Maria Hilf. Auch fanden hier jährlich Feiern zum Annatag statt.
Im Jahr 1996 stürzten Dach, Dachstuhl und Decke über dem Kirchenschiff der Kapelle ein, 2009 auch der größte Teils des Gewölbes über dem Chor. 2016 wurde mit der Renovierung der Kapelle begonnen. Sie erhielt ein neues Dach, das oben mit Glaspaneelen abgedeckt wurde.

## Nachweise
1. ↑  Obergrund. Arbeitsstelle für deutschmährische Literatur Österreich-Zentrum der Palacky-Universität Olmütz (Autorenkollektiv), abgerufen am 26. Juni 2024.
2. ↑  Wolfgang Titze: Zuckmantel mit den Dörfern Hermannstadt, Endersdorf, Obergrund, Niedergrund und Reihwiesen ; ein Heimatbuch. Hrsg.: Heimatgruppe Zuckmantel. 1995, S. 168.
3. ↑  Julius Carl Hoffmann: Führer durch Zuckmantel und Umgebung. 2. Auflage. 1894, S. 38–39.
4. ↑  Kaple sv. Anny v Horním Údolí. Abgerufen am 26. Juni 2024 (tschechisch).

Koordinaten: 50° 13′ 4,8″ N, 17° 21′ 50,5″ O